# 鲍尔斯堂
鲍尔斯堂（Bowles Hall）是柏克萊加州大學的一座男生宿舍，以其专有的独特的传统和仪式，传奇的聚会和情谊世界闻名。这座宿舍是校园内的第一座宿舍，加州的第一座国有宿舍，1929年投入使用。1928年，鲍尔斯夫人捐赠了35万美元兴建，以纪念她的丈夫，加州大学校董。鲍尔斯堂呈现独特的中世纪城堡外观，外部石砌。
为了避免老化的宿舍在1980年代后期拆除，鲍尔斯人成功地要求将大楼添加到国家史迹名录（#89000195, 1989）。 
1988年10月17日，鲍尔斯堂被指定为柏克萊城市地标。
2005年秋季起，新政策实行。鲍尔斯堂只接待新生，旨在促进学术氛围。但是鲍尔斯人，无论校友和目前的居民，争辩说，此举扼杀长期以来的传统。在2006年秋天，哈斯商学院（Haas School of Business）正计划将鲍尔斯变成一个教育中心和会议设施，但此后又放弃了原来的决定。